# Humberto Flores Dewey
Humberto Flores Dewey (Ciudad Mante, Tamaulipas; 26 de septiembre de 1961-Ciudad Mante, Tamaulipas; 20 de diciembre del 2013) fue un político mexicano, miembro del Partido Revolucionario Institucional. Fue Coordinador del programa social Vamos Tamaulipas durante la gubernatura de Tomás Yarrington, presidente del PRI y diputado local. Fue el presidente municipal de El Mante, Tamaulipas, cargo que ocupó desde el 1 de enero de 2011 hasta el 30 de septiembre de 2013.

## Primeros años
Humberto Flores Dewey nació el 26 de septiembre de 1961 en Ciudad Mante,Tamaulipas. Cursó su educación básica en su ciudad natal para después emigrar a la ciudad de Monterrey, Nuevo León para realizar sus estudios superiores en la Universidad Autónoma de Nuevo León, obteniendo una carrera en dentista.

## Trayectoria política
Ha sido miembro del Partido Revolucionario Institucional desde 1981, y desde entonces ha desempeñado cargos dentro de su partido como motivo de las elecciones locales intermedias, se registró como candidato a diputado local por el XIX distrito local de Tamaulipas, siendo formula con el entonces candidato del PRI a la presidencia municipal de El Mante, Héctor López González.
El 11 de noviembre del mismo año, resulta elegido diputado local para la LX Legislatura del H. Congreso del Estado de Tamaulipas por el XIX distrito.

## Candidato a Presidente Municipal
En febrero de 2010, Humberto pide licencia al Congreso del Estado de Tamaulipas con fin de poder postularse como precandidato del PRI a la presidencia municipal de El Mante. Una vez concedida la licencia para separarse de su cargo durante el periodo electoral y después de concluida la precampaña al interior de su partido, el 21 de abril de 2010, es electo por unanimidad como candidato del PRI a la alcaldía de El Mante.
La noche del 4 de julio de 2010 resultó candidato ganador y dos días después, el 6 de julio, se le fue entregada la constancia de mayoría de votos como Presidente Municipal electo por parte del Instituto Estatal Electoral de Tamaulipas. Fue hasta el 30 de diciembre de 2010 cuando tomó protesta como Presidente Municipal de El Mante, para el periodo del 1 de enero de 2011 hasta el 30 de septiembre de 2013.

## Muerte
Flores Dewey, de acuerdo a información proveniente del Mante, falleció al sufrir un infarto al corazón, luego de arribar de su residencia particular en el Fraccionamiento Country.